# Complejo deportivo de Malé
El Complejo deportivo de Malé (también llamado «Ekuveni» y antes «estadio Maafannu») es un estadio de usos múltiples en Malé, la capital de Maldivas. Se utiliza sobre todo para partidos de fútbol. El Complejo Deportivo de Malé consiste en pistas cubiertas y al aire libre para baloncesto, pistas de tenis, dos campos de fútbol, zona de voleibol, y un área para el críquet. La sede de la Asociación de Fútbol de Maldivas, las Oficinas de la Asociación de Baloncesto de Maldivas, La Junta de Cricket de Maldivas, la Asociación de Atletismo y la Asociación de Bádminton también se encuentran en este complejo.